# Živinice
Živinice (in cirillico serbo Живинице) è un comune della Federazione di Bosnia ed Erzegovina situato nel Cantone di Tuzla con 61.201 abitanti al censimento 2013.

## Località
Il comune è formato dall'insieme delle seguenti località:
Bašigovci, Brnjica, Djedino, Dubrave Donje, Dubrave Gornje, Dunajevići, Đurđevik, Gračanica, Kovači, Kršići, Kuljan, Lukavica Donja, Lukavica Gornja, Odorovići, Priluk, Spreča, Suha, Svojat, Šerići, Tupković Donji, Tupković Gornji, Višća Donja, Višća Gornja, Vrnojevići, Zelenika, Zukići, Živinice Gornje.